# Élan, Ardennes

Élan este o comună în departamentul Ardennes din nordul Franței. În 1 ianuarie 2018 avea o populație de 75 de locuitori.